# Baggao
Baggao es un municipio filipino de primera categoría perteneciente a  la provincia de Cagayán.

## Geografía
Tiene una extensión superficial de 920.60 km² y según el censo del 2007, contaba con una población de 73.048 habitantes, 78.118  el día primero de mayo de 2010

### Barangayes
Baggao se divide administrativamente en 48 barangayes o barrios, 45 de  carácter rural y 3 urbanos.
| - Adaoag - Agaman (Proper) - Alba - Annayatan - Asassi - Asinga-Via - Awallan - Bacagan - Bagunot - Barsat East - Barsat West - Bitag Grande - Bitag Pequeño - Bunugan - Canagatan - Carupian | - Catugay - Población (Centro) - Dabbac Grande - Dalin - Dalla - Hacienda Intal - Ibulo - Imurong - J. Pallagao - Lasilat - Masical - Mocag - Nangalinan - Remus - San Antonio - San Francisco | - San Isidro - San José - San Miguel - San Vicente - Santa Margarita - Santor - Taguing - Taguntungan - Tallang - Temblique - Taytay - Tungel - Mabini - Agaman Norte - Agaman Sur - C. Verzosa (Valley Cove) |